# Baisweil
Baisweil là một đô thị ở Ostallgäu bang Bayern thuộc nước Đức.